# Bahnhof Neuwied
Der Bahnhof Neuwied ist eine Drehscheibe des öffentlichen Personennahverkehrs im Westen der rheinland-pfälzischen Stadt Neuwied. Er liegt an der rechten Rheinstrecke und ist Ausgangspunkt der Strecke nach Koblenz über die Urmitzer Rheinbrücke. Auf dem Bahnhofsvorplatz befindet sich ein Busbahnhof. Im Stadtgebiet gibt es außerdem den Bahnhof Engers, ebenfalls an der rechten Rheinstrecke.

## Geschichte

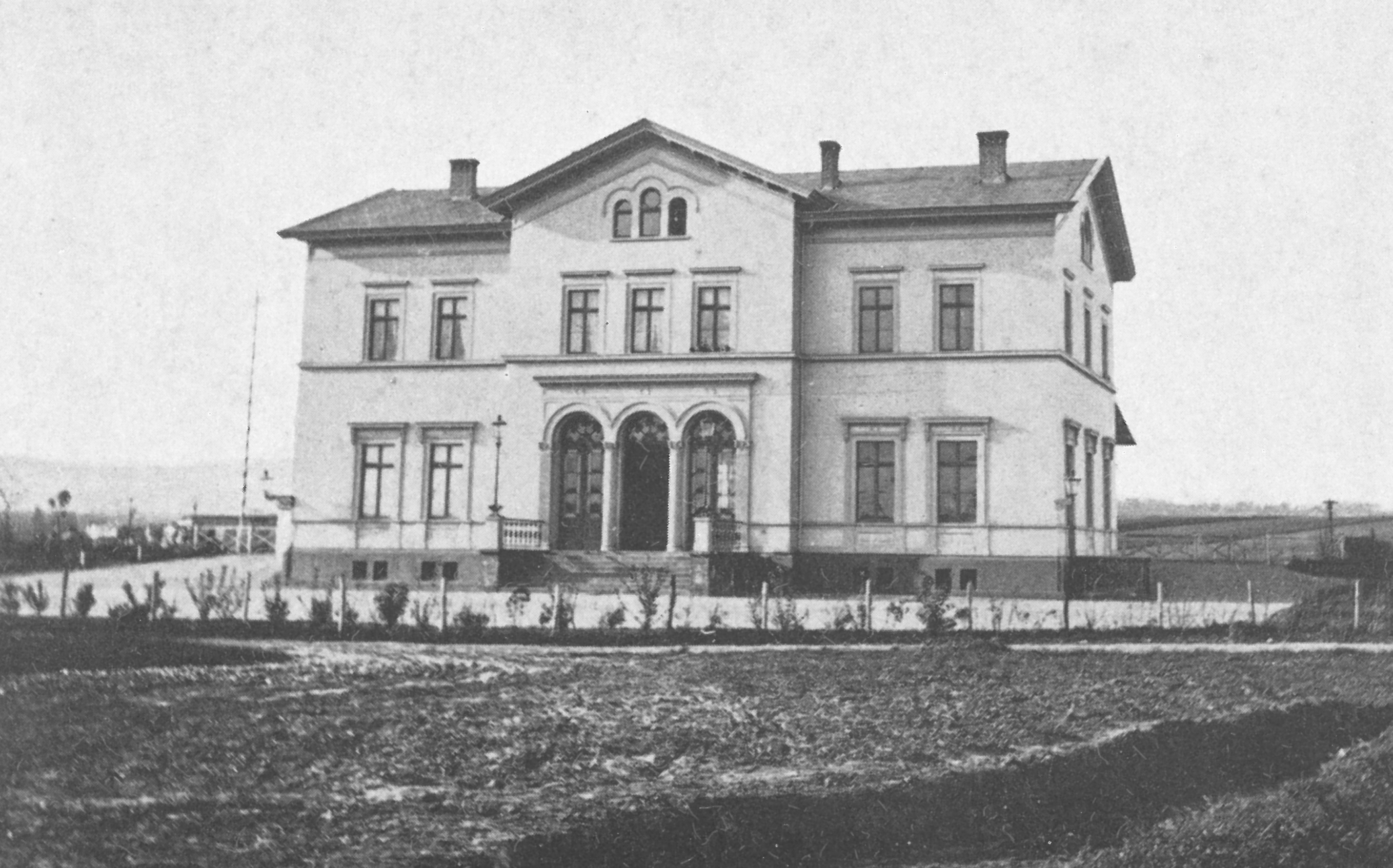
Der Neuwieder Bahnhof kurz nach seiner Eröffnung 1871

Als 1857 die Linke Rheinstrecke eröffnet wurde, gab es bei Weißenthurm eine Station namens Neuwied. Der Fährverkehr zwischen Neuwied und Weißenthurm wurde ab 1860 von der Eisenbahngesellschaft durchgeführt.
Der heutige Bahnhof Neuwied wurde im Jahr 1869, also zeitgleich mit der rechten Rheinstrecke, eröffnet. In den ersten Jahren, insbesondere nach Eröffnung der Westerwaldbahn (1884), war jedoch der Bahnhof Engers bedeutender als der Neuwieder Bahnhof. Erst nach dem Bau der Kronprinz-Wilhelm-Brücke (Vorgängerbau der heutigen Urmitzer Eisenbahnbrücke) zwischen Engers und Urmitz und der Eröffnung der Bahnstrecke Neuwied–Koblenz 1918 gewann der Bahnhof an Bedeutung, insbesondere nach Einstellung des Betriebes auf der Westerwaldbahn.
Im Zweiten Weltkrieg wurde das Empfangsgebäude zu etwa 75 % zerstört. Nach dem Zweiten Weltkrieg wurde, bedingt durch die Notwendigkeit, Flüchtlinge und ehemalige Kriegsgefangene zu betreuen, durch die von Maria Mechelen geleitete Caritas die Bahnhofsmission eröffnet. Am 22. Dezember 1947 ereignete sich nahe der provisorischen Wiedbrücke in Neuwied ein schwerer Eisenbahnunfall, als die Schnellzüge D 269 und D 48 zusammenstießen, dabei starben 42 Menschen, 116 wurden verletzt.
Am 5. November 1949, 9:50 Uhr, wurde ein neues Stellwerk mit der Bezeichnung „Ns“ in Betrieb genommen.
Beim Wiederaufbau des Empfangsgebäudes entschloss sich die zuständige Bundesbahndirektion Mainz, weil die zeitfremden Formen Zeugnis eines überlebten Baustils ablegten und der Wiederaufbau erleichtert worden [wäre], wenn die Bomben den alten Bau völlig niedergelegt hätten, trotz der zu etwa 25 % erhaltenen historischen Bausubstanz diese komplett abzureißen und durch einen Neubau im Stil der 1950er Jahre zu ersetzen.

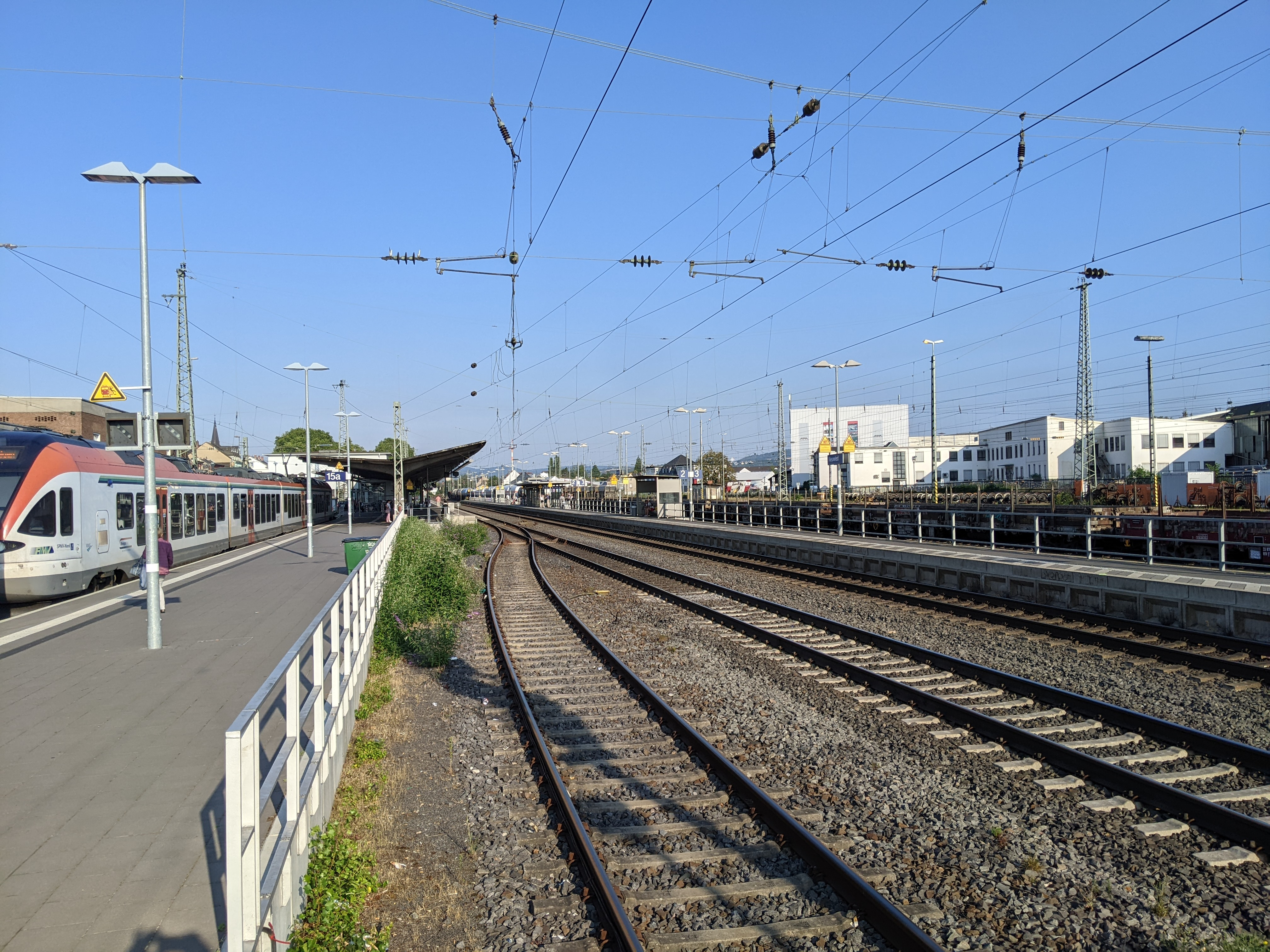
Gleise und Bahnsteige, 2022

Anfang Oktober 2011 wurde der erste Bauabschnitt zur Modernisierung des Bahnhofs abgeschlossen. In dessen Rahmen wurden die Bahnsteige mit zwei Aufzügen barrierefrei erreichbar. Außerdem wurden die Treppenaufgänge erneuert sowie in der Unterführung Wand- und Fußbodenbeläge mit integriertem Blindenleitsystem verlegt. In Vorbereitung auf den zweiten Bauabschnitt wurde im Bereich des Aufzuges am Mittelbahnsteig (Gleise 2 und 3) die Bahnsteigkante auf 55 Zentimeter erhöht und das sanierungsbedürftige Dach durch eine moderne Überdachung ersetzt. Dynamische Schriftanzeiger wurden ebenfalls aufgestellt. Dieser Umbau kostete 1,7 Millionen Euro, die aus dem Konjunkturpaket gezahlt wurden.
Im Rahmen eines zweiten Bauabschnitts war die Erneuerung und Erhöhung des Haus- und Mittelbahnsteigs vorgesehen. Die Modernisierung des Reisezentrums im Bahnhof wurde im Dezember 2012 fertiggestellt. Diese Maßnahme kostete 60.000 Euro. Mit dem zweiten Bauabschnitt wurde im Sommer 2014 begonnen, offiziell fertiggestellt wurde er am 28. November 2014.
Das Empfangsgebäude mit DB-Reisezentrum musste im August 2024 wegen aufgetretener Baumängel spontan geschlossen werden. Nach Angaben der Bahn wird der Abriss des Gebäudes vorbereitet.

## Aufbau

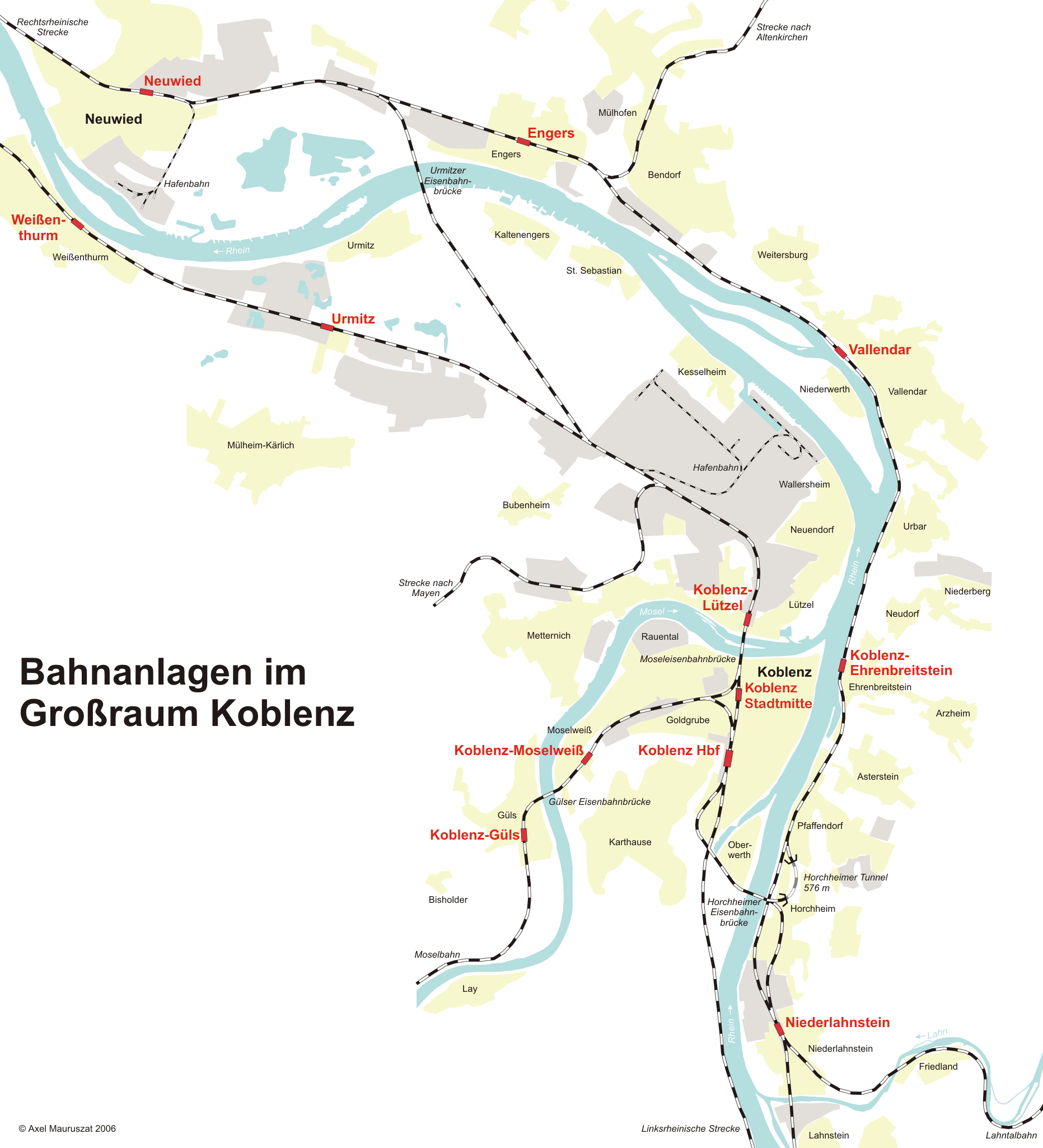
Bahnanlagen im Großraum Koblenz

Der Bahnhof Neuwied verfügt über einen Güter- und einen Personenbereich.

### Güterbahnhof
Der Güterbahnhof Neuwied, der betrieblich in den Bahnhof Neuwied integriert ist, besitzt zwei Ladegleise mit einer Gesamtladestraße von 1.827 Quadratmetern. Die Beladung von Güterwagen kann dabei ausschließlich über die Ladestraße erfolgen, des Weiteren ist nur eines der beiden Verladegleise elektrifiziert.

### Personenbahnhof
Der Personenverkehr wird im Neuwieder Bahnhof an zwei Bahnsteigen mit insgesamt vier Bahnsteigkanten (drei Durchgangsgleise und ein Stumpfgleis) abgewickelt.
Der Bahnhof Neuwied wird zurzeit nicht von Zügen des Schienenpersonenfernverkehrs bedient. Über Koblenz besteht Anschluss an das Intercity- und Intercity-Express-Netz.
Im Schienenpersonennahverkehr wird der Bahnhof Neuwied von den Nahverkehrslinien RE 8, RB 10 und RB 27 bedient:
| Linie | Linienverlauf | Takt   | Betreiber |
| ----- | --- | ------ | --------- |
| RE 8  | Rhein-Erft-Express: (Mönchengladbach Hbf – Rheydt Hbf – Rheydt-Odenkirchen – Hochneukirch – Jüchen – Grevenbroich –)* Rommerskirchen – Stommeln – Pulheim – Köln-Ehrenfeld – Köln Hbf – Köln Messe/Deutz – Porz (Rhein) – Troisdorf – Friedrich-Wilhelms-Hütte – Menden (Rheinl) – Bonn-Beuel – Bonn-Oberkassel – Niederdollendorf – Königswinter – Rhöndorf – Bad Honnef (Rhein) – Unkel – Linz (Rhein) – Bad Hönningen – Rheinbrohl – Neuwied – Urmitz Rheinbrücke – Koblenz-Lützel – Koblenz Stadtmitte – Koblenz Hbf * nur werktags Stand: Fahrplanwechsel Dezember 2023                                | 60 min | DB Regio  |
| RB10  | RheingauLinie: Frankfurt (Main) Hbf – Frankfurt-Höchst – Mainz-Kastel – Wiesbaden Hbf – Wiesbaden-Biebrich – Wiesbaden-Schierstein – Niederwalluf – Eltville – Erbach (Rheingau) – Hattenheim – Oestrich-Winkel – Geisenheim – Rüdesheim (Rhein) – Assmannshausen – Lorch (Rhein) – Lorchhausen – Kaub – St. Goarshausen – Kestert – Kamp-Bornhofen – Filsen – Osterspai – Braubach – Oberlahnstein – Niederlahnstein – Koblenz Hbf – Koblenz Stadtmitte – Neuwied Stand: Fahrplanwechsel Dezember 2023 | 60 min | VIAS      |
| RB 27 | Rhein-Erft-Bahn: Mönchengladbach Hbf – Rheydt Hbf – Rheydt-Odenkirchen – Hochneukirch – Jüchen – Grevenbroich – Rommerskirchen – Stommeln – Pulheim – Köln-Ehrenfeld – Köln Hbf – Köln Messe/Deutz – Köln/Bonn Flughafen – Troisdorf – Friedrich-Wilhelms-Hütte – Menden (Rheinl) – Bonn-Beuel – Bonn-Oberkassel – Niederdollendorf – Königswinter – Rhöndorf – Bad Honnef (Rhein) – Unkel – Erpel (Rhein) – Linz (Rhein) – Leubsdorf (Rhein) – Bad Hönningen – Rheinbrohl – Leutesdorf (Rhein) – Neuwied – Engers – Vallendar – Koblenz-Ehrenbreitstein – Koblenz Hbf Stand: Fahrplanwechsel Dezember 2023 | 60 min | DB Regio  |

## Bahnhofsvorplatz

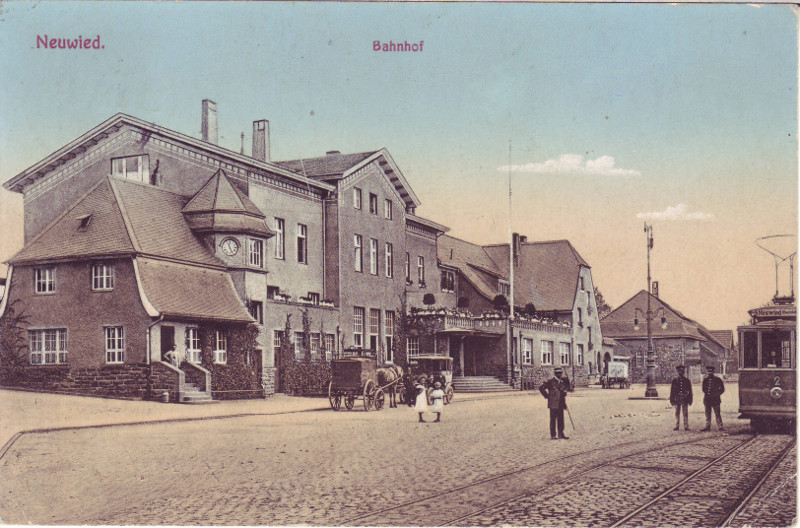
Bahnhofsvorplatz 1910 mit Endhaltestelle der Neuwieder Kreisbahnen

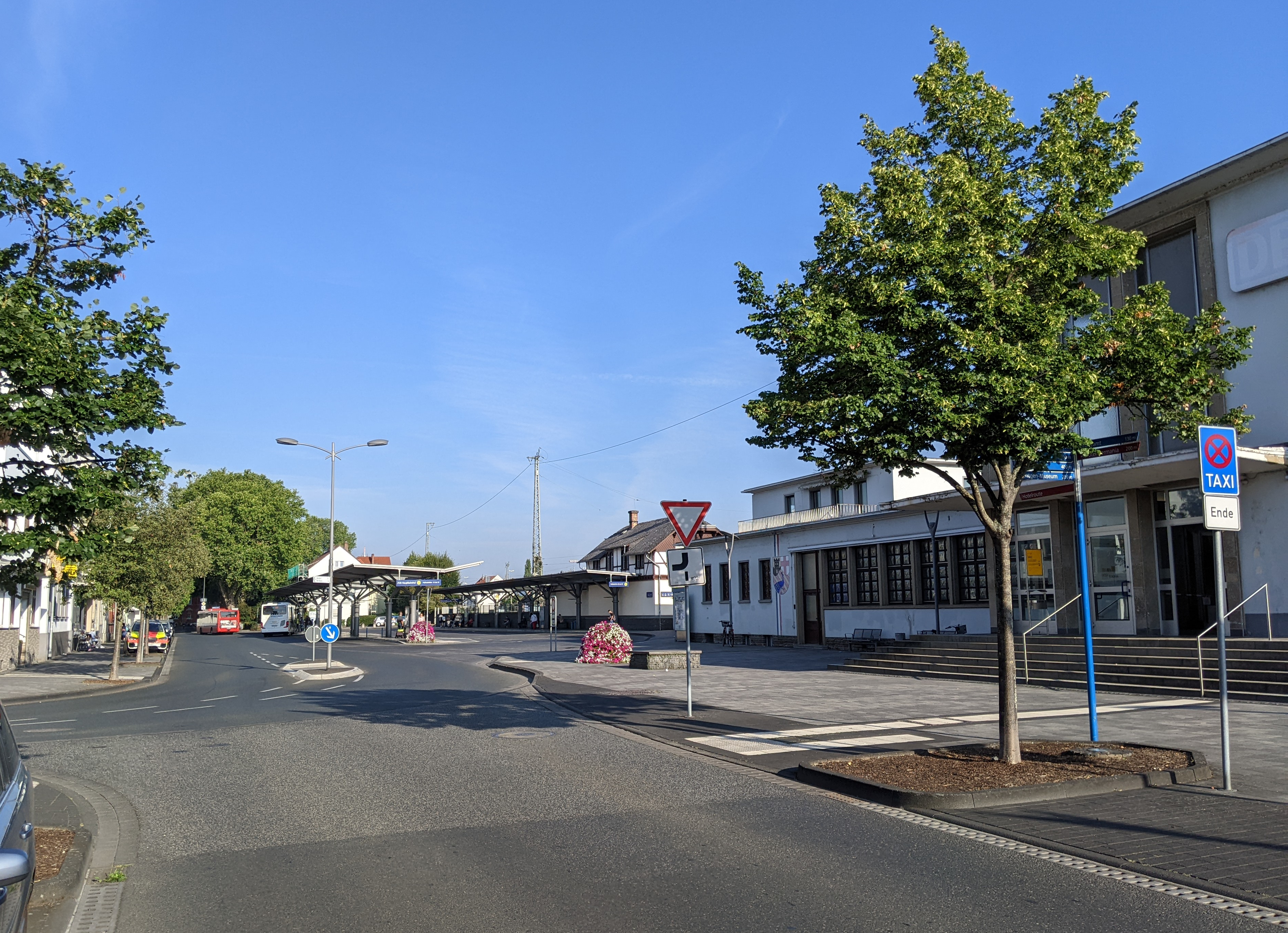
Bahnhofsvorplatz, mittig der Busbahnhof, rechts das Empfangsgebäude mitsamt Bürgerhaus

Seit der Eröffnung einer Strecke der Neuwieder Kreisbahnen im Jahr 1909 zum Bahnhof Neuwied dient der Bahnhofsvorplatz dem Übergang zum innerstädtischen und regionalen Nahverkehr. Der Straßenbahn folgten im Lauf der Zeit Verkehrsangebote in Form von Oberleitungsbussen, Bussen der Kraftpost, Bahnbussen und Bussen der Stadtwerke Neuwied (vormals Kraftversorgung Neuwied).
Eine deutliche Aufwertung des Bahnhofs und seines Umfeldes ging mit der kompletten Neugestaltung des Bahnhofsvorplatzes einher, die im Oktober 2008 abgeschlossen wurde und insgesamt 5,6 Millionen Euro kostete. Im Rahmen dieser Neugestaltung wurde
- der Busbahnhof erneuert und auf elf Haltebuchten umgebaut (zusätzlich wurden zwölf Busparkplätze geschaffen),
- eine Abstellanlage für Fahrräder errichtet,
- 100 Park-and-Ride-Plätze geschaffen.[16]